# پهنه بازکننده
پهنهٔ بازکننده (Extensor expansion) یا پهنه پشتی (Dorsal expansion) یا کلاهک پشتی پیوست‌های همبند ویژه‌ای هستند که توسط آن زردپی‌های بازکننده وارد استخوان‌های بند انگشت (فالانژها) می‌شوند.
این زردپی‌های صاف (زردپی پهن، آپونوروزیس) ماهیچه‌های بازکننده (اکستانسور)، فالانژهای پروگزیمال و میانی را می‌پوشاند.
در انتهای دیستال استخوان‌های کف‌دستی (متاکارپ)، زردپی بازکننده منبسط می‌شود و یک کلاهک (هود) تشکیل می‌دهد که پشت و کناره‌های سر کف‌دستی‌ها و استخوان بند انگشت پروگزیمال را می‌پوشاند.

## نوارها
پهنه بازکننده از اوایل خود به سه نواره تقسیم می‌شود:
- نوارهای جانبی از دو طرف بند انگشت (فالانکس) پروگزیمال عبور می‌کنند و تا بند دیستال کشیده می‌شوند. قسمت ماهیچه‌های کرمی دست، ماهیچه بازکننده انگشت اشاره (اکستانسور ایندیسیس)، میان‌استخوانی پشتی دست و ماهیچه‌های میان‌استخوانی کف‌دستی روی این نوارها قرار می‌گیرند.
- یک نوار میانی منفرد از وسط انگشت در امتداد پشت بند پروگزیمال عبور می‌کند و به قاعده بند میانی وارد می‌شود.
- نواری که به رباط شبکیه معروف است به صورت مایل در امتداد بند انگشت میانی قرار دارد و غلاف اشاره‌ای رشته‌ای در سمت قدامی بندها را به پهنه بازکننده متصل می‌کند.

## کارکرد
پهنه بازکننده اجازه می‌دهد تا نیروهای انقباضی از ماهیچه‌های محفظه بازکننده به بندهای انگشت منتقل شوند. همچنین نیروها را در سراسر بندهای انگشت متعادل می‌کند.